# Dia da Toalha

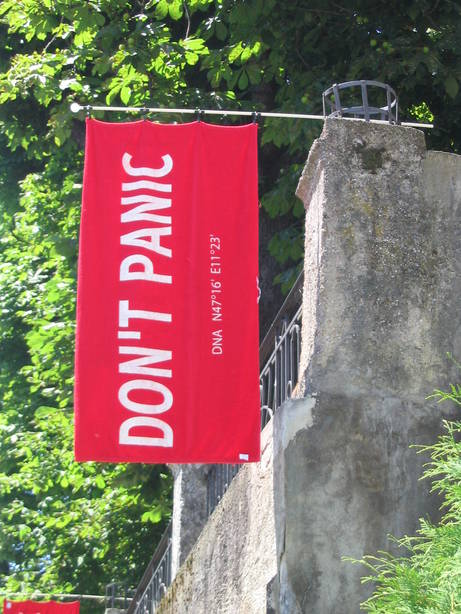
Uma toalha estendida em Innsbruck, Áustria. A frase "Não Entre em Pânico" é uma citação célebre de Douglas Adams.

O Dia da Toalha é celebrado no dia 25 de maio como uma homenagem dos fãs ao autor da série O Guia do Mochileiro das Galáxias, Douglas Adams.

## Origem
A assim denominada "trilogia de cinco livros" conta a história de Arthur Dent e seus amigos em aventuras pela galáxia e pelo tempo. Um detalhe importante da história é a importância da toalha para os "viajantes da galáxia", a qual seria útil para as mais variadas e inimagináveis situações. Conforme o Capítulo 3 do livro:
| “ | Segundo ele, a toalha é um dos objetos mais úteis para um mochileiro interestelar. Em parte devido a seu valor prático: você pode usar a toalha como agasalho quando atravessar as frias luas de Beta de Jagla; pode deitar-se sobre ela nas reluzentes praias de areia marmórea de Santragino V, respirando os inebriantes vapores marítimos; você pode dormir debaixo dela sob as estrelas que brilham avermelhadas no mundo desértico de Kakrafoon; pode usá-la como vela para descer numa minijangada as águas lentas e pesadas do rio Moth; pode umedecê-la e utilizá-la para lutar em um combate corpo a corpo; enrolá-la em torno da cabeça para proteger-se de emanações tóxicas ou para evitar o olhar da Terrível Besta Voraz de Traal (um animal estonteantemente burro, que acha que, se você não pode vê-lo, ele também não pode ver você -estúpido feito uma anta, mas muito, muito voraz); você pode agitar a toalha em situações de emergência para pedir socorro; e naturalmente pode usá-la para enxugar-se com ela se ainda estiver razoavelmente limpa. Porém o mais importante é o imenso valor psicológico da toalha. Por algum motivo, quando um estrito (isto é, um não-mochileiro) descobre que um mochileiro tem uma toalha, ele automaticamente conclui que ele tem também escova de dentes, esponja, sabonete, lata de biscoitos, garrafinha de aguardente, bússola, mapa, barbante, repelente, capa de chuva, traje espacial, etc, etc. Além disso, o estrito terá prazer em emprestar ao mochileiro qualquer um desses objetos, ou muitos outros, que o mochileiro por acaso tenha “acidentalmente perdido”. O que o estrito vai pensar é que, se um sujeito é capaz de rodar por toda a Galáxia, acampar, pedir carona, lutar contra terríveis obstáculos, dar a volta por cima e ainda assim saber onde está sua toalha, esse sujeito claramente merece respeito. Daí a expressão que entrou na gíria dos mochileiros, exemplificada na seguinte frase: “Vem cá, você sancha esse cara dupal, o Ford Prefect? Taí um mingo que sabe onde guarda a toalha.” (Sancha: conhecer, estar ciente de, encontrar, ter relações sexuais com; dupal: cara muito incrível; mingo: cara realmente muito incrível.) | ” |

Primeiramente, quando do falecimento de Douglas Adams, fãs do autor queriam encontrar uma forma de homenagear uma pessoa que tinha feito o mundo rir e chorar de rir, então precisavam de um tema engraçado para sua homenagem. Como sua mais conhecida obra é O Guia do Mochileiro das Galáxias, e como no livro o autor dedicou um página inteira sobre a toalha e sua importância para os mochileiros das galáxias, decidiu-se então pelo uso da toalha como tema da homenagem.
O dia 25 de maio de 2001 foi o dia em que foi feita a primeira homenagem pelos membros do h2g2. Depois discutiu-se sobre a possibilidade de alterar o dia para 42 dias após a data de falecimento, devido a outro detalhe da saga, que afirma que a resposta para questão fundamental da vida, o universo e tudo mais seria 42. De todo modo, acabou continuando a data da primeira comemoração, 25 de maio. A data é lembrada pelos fãs que carregam uma toalha durante o dia inteiro com eles. Alguns usam como uma capa, outros como um turbante, enfim cada um usa a toalha como deseja, desde que esteja consigo a toalha.
O dia 25 de maio também é chamado de Dia do Orgulho Nerd, por ser também o dia das première do primeiro filme da série Star Wars Episódio IV: Uma Nova Esperança, em 25 de maio de 1977.